# Il paradiso nella neve
Il paradiso nella neve (Das Paradies im Schnee) è un film muto del 1923 prodotto, diretto e montato da Georg Jacoby.

## Produzione
Il film fu prodotto da Georg Jacoby per la Eôs Films e la sua casa di produzione, la Georg Jacoby-Film GmbH.

## Distribuzione
Distribuito dalla Promo-Film AG e con il visto di censura del 28 agosto, il film venne proiettato in pubblico la prima volta a Berlino nel settembre 1923. In Portogallo, uscì in sala l'8 settembre 1924 con il titolo Paraíso Nevado, mentre in Danimarca fu tradotto come Hvad Snestormen afslørede.